# Maicon Souza
Maicon Souza de Jesus (* 28. července 1989) je brazilský fotbalový záložník, momentálně hrající za brazilský celek AD Cabofriense.